# Hamgyŏng Meridionale
La provincia dello Hamgyŏng Meridionale (함경 남도?, 咸鏡南道?, Hamgyŏng-namdoLR) è una delle suddivisioni amministrative della Corea del Nord, con capoluogo Hamhŭng.

## Geografia antropica

### Suddivisioni amministrative
Il Hamgyŏng Meridionale è suddiviso in tre città (si), due distretti (1 ku o gu e 1 chigu) e quindici contee (gun).

#### Città
- Hamhŭng-si (함흥시; 咸興市)
- Sinp'o-si (신포시; 新浦市)
- Tanch'ŏn-si (단천시; 端川市)

#### Distretti
- Distretto di Sudong (수동구; 水洞區)
- Distretto di Kŭmho (금호지구; 琴湖地區)

#### Contee
| - Contea di Changjin (장진군; 長津郡) - Contea di Chŏngp'yŏng (정평군; 定平郡) - Contea di Hamju (함주군; 咸州郡) - Contea di Hŏch'ŏn (허천군; 虛川郡) - Contea di Hongwŏn (홍원군; 洪原郡) - Contea di Kowŏn (고원군; 高原郡) - Contea di Kŭmya (금야군; 金野郡) - Contea di Pujŏn (부전군; 赴戰郡) | - Contea di Pukch'ŏng (북청군; 北靑郡) - Contea di Ragwŏn (락원군; 樂園郡) - Contea di Riwŏn (리원군; 利原郡) - Contea di Sinhŭng (신흥군; 新興郡) - Contea di Tŏksŏng (덕성군; 德城郡) - Contea di Yŏnggwang (영광군; 榮光郡) - Contea di Yodŏk (요덕군; 耀德郡) |